# Coffin
«Coffin», en español «féretro», es una canción interpretada por la banda estadounidense Black Veil Brides y escrita por sus integrantes Andy Biersack, Jake Pitts y Ashley Purdy junto con Luke Walker. El tema fue incluido en su EP de 2011 Rebels. La canción fue promocionada con un videoclip publicado en la cuenta de YouTube del grupo el 20 de junio de 2012.

## Video musical
Comienza con Jinxx tocando piano, acto seguido se ve a la banda interpretar la canción mientras se hace una simulación de la muerte de Andy. Finaliza con la incineración de un cuaderno, mismo cuaderno de Knives And Pens.